# Stephen Fienberg
Stephen Elliott Fienberg est un statisticien américain, professeur de statistiques et de sciences sociales à l'université Carnegie-Mellon, né le 27 novembre 1942 à Toronto (Ontario) et mort le 14 décembre 2016 à Pittsburgh (Pennsylvanie).

## Prix et distinctions
Stephen Fienberg a reçu une Bourse Guggenheim. Il est lauréat du prix COPSS en 1982 et du Prix Samuel Wilks en 2000 .